# تصاعد هندسی

نمایش تصویری تصاعد هندسی ۱ + ۱/۲ + ۱/۴ + ۱/۸ + ... که قدر نسبت آن ۱/۲ است.

در ریاضیات، دنبالهٔ هندسی یا تصاعد هندسی (به انگلیسی: geometric progression) به دنباله‌ای از اعداد گفته می‌شود که از جملهٔ اول به بعد، هر جمله برابر است با حاصل‌ضرب جملهٔ قبلی در یک عدد ثابتِ مخالف صفر و یک. به این عدد ثابت قدر نسبت تصاعد گفته می‌شود. برای نمونه دنبالهٔ ۲، ۶، ۱۸، ۵۴، … یک دنباله از اعداد با قدر نسبت ۳ است. مجموع اعداد یک دنبالهٔ هندسی را سری هندسی می‌نامند.
شکل کلی دنباله‌های هندسی به‌صورت زیر نوشته می‌شود:
{\displaystyle a,\ ar,\ ar^{2},\ ar^{3},\ ar^{4},\ \ldots }
بنابراین شکل کلی سری هندسی به‌صورت زیر خواهد بود:
{\displaystyle a+ar+ar^{2}+ar^{3}+ar^{4}+\cdots }
در رابطه‌های بالا {\displaystyle a} جملهٔ اول دنباله و r ≠ ۰ قدر نسبت تصاعد می‌باشد.

## ویژگی‌های اولیه
n امین جملهٔ تصاعد هندسی با قدر نسبت r و جملهٔ اول {\displaystyle a} به صورت زیر نوشته می‌شود:
{\displaystyle a_{n}=a\,r^{n-1}}
همچنین طبق معادلهٔ تفاضل برای تمامی {\displaystyle n\geq 1} می‌توان گفت:
{\displaystyle a_{n}=r\,a_{n-1}}
رفتار جمله‌های یک دنبالهٔ هندسی تنها به قدر نسبت آن تصاعد وابسته‌است؛ چنانچه قدر نسبت تصاعد:
- مثبت باشد، جمله‌های بعدی دنباله همگی هم علامت جملهٔ اول خواهد بود.
- منفی باشد، جمله‌های بعدی دنباله به صورت یک در میان علامت مخالف خواهند داشت.
- بزرگتر از ۱ باشد، جمله‌های دنباله رشد نمایی به سمت مثبت بی‌نهایت خواهند داشت.
- ۱ باشد، دنباله ثابت خواهد بود.
- میان ۱ و ۱- باشد به‌جزء صفر، جمله‌های بعدی دنباله به صفر میل می‌کند. (اعداد سری هندسی به ترتیب کاهش می‌یابند و به صفر نزدیک می‌شوند؛ ولی هیچ‌گاه صفر نمی‌شود)
- ۱- باشد، جمله‌های بعدی تشکیل یک دنبالهٔ متناوب را خواهند داد. (اعداد به ترتیب یک در میان با تعویض علامت همراه هستند)
- کوچکتر از ۱- باشد، قدر مطلق جمله‌های دنباله رشد نمایی خواهند داشت و هر یک از آن‌ها بسته به علامت به سمت مثبت یا منفی بی‌نهایت میل خواهند کرد.

در صورتی که در دنباله‌های هندسی، قدر نسبت برابر با ۰ یا ۱ یا ۱- نباشد، در حالت کلی شاهد رشد نمایی به سمت مثبت یا منفی بی‌نهایت (بسته به علامت جمله‌ها) یا به سمت صفر خواهیم بود.

## تشحیص دنباله هندسی
برای تشخیص دنباله هندسی دو جمله متوالی از دنباله هندسی را به هم تقسیم کنیم. 
{\displaystyle {\frac {a_{4}}{a_{3}}},{\frac {a_{3}}{a_{2}}}}
اگر به مقدار ثابتی رسیدیم. دنباله ما هندسی هست.

مثال: آیا دنبال زیر هندسی است؟
{\displaystyle 20,10,5,2.5,1.25,...}
جواب:
{\displaystyle {\frac {a_{4}}{a_{3}}}={\frac {2.5}{5}}=0.5}
{\displaystyle {\frac {a_{3}}{a_{2}}}={\frac {5}{10}}=0.5}
پس دنباله بالا هندسی است.

## واسطه هندسی
اگر سه جمله a , b , c ، سه جمله متوالی دنباله هندسی باشد. آنگاه رابطه زیر برقرار است:
{\displaystyle b^{2}=ac}
مثال: مقدار x را طوری تعیین کنید که دنباله زیر هندسی باشد.
{\displaystyle x,x-3,x+1}

## حل
{\displaystyle (x-3)^{2}=x(x+1)}
{\displaystyle x={\frac {9}{7}}}

## سری‌های هندسی
سری هندسی به مجموع جمله‌های یک دنبالهٔ هندسی گفته می‌شود.
{\displaystyle \sum _{k=0}^{n}ar^{k}=ar^{0}+ar^{1}+ar^{2}+ar^{3}+\cdots +ar^{n}.\,}
اگر دو سوی تساوی را در {\displaystyle 1-r} ضرب کنیم به رابطهٔ ساده‌تری می‌رسیم و خواهیم داشت:
{\displaystyle {\begin{aligned}(1-r)\sum _{k=0}^{n}ar^{k}&=(1-r)(ar^{0}+ar^{1}+ar^{2}+ar^{3}+\cdots +ar^{n})\\&=ar^{0}+ar^{1}+ar^{2}+ar^{3}+\cdots +ar^{n}\\&{\color {White}{}=ar^{0}}-ar^{1}-ar^{2}-ar^{3}-\cdots -ar^{n}-ar^{n+1}\\&=a-ar^{n+1}\end{aligned}}}
برای یک سری هندسی در صورتی که r ≠ ۱ باشد رابطهٔ مجموع به صورت زیر نوشته می‌شود:
{\displaystyle \sum _{k=0}^{n}ar^{k}={\frac {a(1-r^{n+1})}{1-r}}.}
اگر مجموع را از شمارشگری بزرگتر از ۰ مانند m شروع کنیم:
{\displaystyle \sum _{k=m}^{n}ar^{k}={\frac {a(r^{m}-r^{n+1})}{1-r}}.}
مشتق این رابطه نسبت به r باعث می‌شود تا به رابطه‌ای برای مجموع برسیم:
{\displaystyle \sum _{k=0}^{n}k^{s}r^{k}.}
برای نمونه:
{\displaystyle {\frac {d}{dr}}\sum _{k=0}^{n}r^{k}=\sum _{k=1}^{n}kr^{k-1}={\frac {1-r^{n+1}}{(1-r)^{2}}}-{\frac {(n+1)r^{n}}{1-r}}.}
یک سری هندسی که تنها توان‌های زوج r را دارد را باید در {\displaystyle 1-r^{2}}: ضرب کرد:
{\displaystyle (1-r^{2})\sum _{k=0}^{n}ar^{2k}=a-ar^{2n+2}.}
آنگاه
{\displaystyle \sum _{k=0}^{n}ar^{2k}={\frac {a(1-r^{2n+2})}{1-r^{2}}}.}
و برای سری که توان‌های فرد r را دارد:
{\displaystyle (1-r^{2})\sum _{k=0}^{n}ar^{2k+1}=ar-ar^{2n+3}}
و
{\displaystyle \sum _{k=0}^{n}ar^{2k+1}={\frac {ar(1-r^{2n+2})}{1-r^{2}}}.}

### سری‌های هندسی نامتناهی
یک سری هندسی نامتناهی یک سری نامتناهی ریاضی است که جمله‌های پشت هم آن قدر نسبت ثابتی داشته باشند. چنین سری‌های همگرا خواهند بود اگر و تنها اگر قدر مطلق قدر نسبت آن کوچکتر از ۱ باشد ۱> |r|. مقدار آن‌ها را می‌توان بوسیله رابطهٔ بدست آمده برای مجموع سری در حالت متناهی بدست آورد:
{\displaystyle \sum _{k=0}^{\infty }ar^{k}=\lim _{n\to \infty }{\sum _{k=0}^{n}ar^{k}}=\lim _{n\to \infty }{\frac {a(1-r^{n+1})}{1-r}}=\lim _{n\to \infty }{\frac {a}{1-r}}-\lim _{n\to \infty }{\frac {ar^{n+1}}{1-r}}}
از آنجایی که:
{\displaystyle r^{n+1}\to 0{\mbox{ as }}n\to \infty {\mbox{ when }}|r|<1.}
آنگاه
{\displaystyle \sum _{k=0}^{\infty }ar^{k}={\frac {a}{1-r}}-0={\frac {a}{1-r}}}
برای سری که تنها توان‌های زوج {\displaystyle r} را دارد:
{\displaystyle \sum _{k=0}^{\infty }ar^{2k}={\frac {a}{1-r^{2}}}}
و برای توان‌های فرد:
{\displaystyle \sum _{k=0}^{\infty }ar^{2k+1}={\frac {ar}{1-r^{2}}}}
در صورتی که مجموع از شمارشگر k = ۰ شروع نشود:
{\displaystyle \sum _{k=m}^{\infty }ar^{k}={\frac {ar^{m}}{1-r}}}
رابطه‌ای که در بالا بدست آمد تنها برای ۱> |r| معتبر است. در حالتی که یک مجموع متناهی داشته باشیم، می‌توانیم از مشتق‌گیری برای بدست آوردن مجموع استفاده کنیم. برای نمونه:
{\displaystyle {\frac {d}{dr}}\sum _{k=0}^{\infty }r^{k}=\sum _{k=0}^{\infty }kr^{k-1}={\frac {1}{(1-r)^{2}}}}
رابطهٔ بالا تنها برای ۱> |r| کار می‌کند. همچنین برای۱> |r| می‌توان نوشت:
{\displaystyle \sum _{k=0}^{\infty }kr^{k}={\frac {r}{\left(1-r\right)^{2}}}\,;\,\sum _{k=0}^{\infty }k^{2}r^{k}={\frac {r\left(1+r\right)}{\left(1-r\right)^{3}}}\,;\,\sum _{k=0}^{\infty }k^{3}r^{k}={\frac {r\left(1+4r+r^{2}\right)}{\left(1-r\right)^{4}}}}
سری‌های نامتناهی مانند ۱/۲ + ۱/۴ + ۱/۸ + ۱/۱۶ + · · · وجود دارند که مطلقاً همگرا هستند. در این سری جملهٔ اول و قدر نسبت هر دو ۱/۲ هستند؛ مجموع این سری خواهد بود:
{\displaystyle {\frac {1}{2}}+{\frac {1}{4}}+{\frac {1}{8}}+{\frac {1}{16}}+\cdots ={\frac {1/2}{1-(+1/2)}}=1.}
وارون سری بالا ۱/۲ − ۱/۴ + ۱/۸ − ۱/۱۶ + · · · خود یک نمونه از سری‌های متناوب است که مطلقاً همگرا است. در این سری هندسی جملهٔ اول ۱/۲ است و مجموع آن عبارت است از:
{\displaystyle {\frac {1}{2}}-{\frac {1}{4}}+{\frac {1}{8}}-{\frac {1}{16}}+\cdots ={\frac {1/2}{1-(-1/2)}}={\frac {1}{3}}.}

### اعداد مختلط
رابطه‌هایی که برای مجموع سری‌های هندسی بدست آمد حتی در مجموعهٔ اعداد مختلط نیز معتبر است. با این تفاوت که شرط «قدر مطلق r کوچکتر از ۱ باید باشد»، با «اندازهٔ عدد مختلط r کوچکتر از ۱ باید باشد» جایگزین می‌شود. با کمک مفهوم اعداد مختلط برخی سری‌هایی که به ظاهر هندسی نیستند به سری هندسی تبدیل می‌شوند. برای نمونه:
{\displaystyle \sum _{k=0}^{\infty }{\frac {\sin(kx)}{r^{k}}}={\frac {r\sin(x)}{1+r^{2}-2r\cos(x)}}}
چون:
{\displaystyle \sin(kx)={\frac {e^{ikx}-e^{-ikx}}{2i}},}
که این از نتایج فرمول اولر است. با جایگزینی آن در رابطهٔ اصلی خواهیم داشت:
{\displaystyle \sum _{k=0}^{\infty }{\frac {\sin(kx)}{r^{k}}}={\frac {1}{2i}}\left[\sum _{k=0}^{\infty }\left({\frac {e^{ix}}{r}}\right)^{k}-\sum _{k=0}^{\infty }\left({\frac {e^{-ix}}{r}}\right)^{k}\right]}.
که این خود برابر است با تفاضل دو سری هندسی.

## ضرب
ضرب یک تصاعد هندسی به معنی ضرب تمامی جمله‌های آن در یکدیگر است. اگر تمامی جمله‌های آن مثبت باشد، می‌توان آن را به آسانی به کمک رابطهٔ میانگین هندسی و جمله‌های اول و آخر دنباله، محاسبه کرد. (این رابطه به مجموع تصاعد حسابی بسیار شبیه‌است)
{\displaystyle \prod _{i=0}^{n}ar^{i}=\left({\sqrt {a_{1}\cdot a_{n+1}}}\right)^{n+1}} (if {\displaystyle a,r>0}).
اثبات:
اگر ضرب را را با علامت P نمایش دهیم:
{\displaystyle P=a\cdot ar\cdot ar^{2}\cdots ar^{n-1}\cdot ar^{n}}.
پس از انجام عمل ضرب خواهیم داشت:
{\displaystyle P=a^{n+1}r^{1+2+3+\cdots +(n-1)+(n)}}.
با استفاده از مجموع تصاعد حسابی خواهیم داشت:
{\displaystyle P=a^{n+1}r^{\frac {n(n+1)}{2}}}.
{\displaystyle P=(ar^{\frac {n}{2}})^{n+1}}.
دو سوی تساوی را به توان ۲ می‌رسانیم:
{\displaystyle P^{2}=(a^{2}r^{n})^{n+1}=(a\cdot ar^{n})^{n+1}}.
در نتیجهٔ این کار:
اثبات شد.

## رابطه‌های دیگر
چگونه جملهٔ بین دو جمله را پیدا کنیم؟

در اینجا می‌خواهیم جملهٔ بین یعنی x را بدست آوریم:
{\displaystyle 4,x,16}
برای این کار از رابطه زیر استفاده می‌کنیم:
{\displaystyle x={\sqrt {4\times 16}}=8}

## جمع‌بندی
در شکل زیر جمله عمومی دنباله هندسی و واسطه هندسی نمایش داده شده.
{\displaystyle {\begin{array}{|c|}\hline a_{n}=ar^{n-1}\\\hline \end{array}}}
واسطه هندسی
{\displaystyle {\begin{array}{|c|}\hline a,\ b,\ c\\b^{2}=ac\\\hline \end{array}}}